# Agence pour l'aménagement de la vallée du Bouregreg
 (décembre 2012).
Si vous disposez d'ouvrages ou d'articles de référence ou si vous connaissez des sites web de qualité traitant du thème abordé ici, merci de compléter l'article en donnant les références utiles à sa vérifiabilité et en les liant à la section « Notes et références ».
L'Agence pour l'aménagement de la vallée du Bouregreg (AAVB), parfois dite Agence Bouregreg, est un établissement public marocain à caractère économique et social, sous tutelle de l'État et disposant de l'autonomie financière. Il est chargé de l'aménagement de la vallée du Bouregreg.
Son siège est situé à Rabat dans l'arrondissement Hassan.

## Objectifs
L'agence de Bouregreg est une institution sui generis qui a été chargée de développer les berges du fleuve Bouregreg séparant la capitale Rabat de sa ville jumelle Salé. Elle a été créée par l'État marocain en vue de développer cette zone de près de 6 000 hectares.
Il s'agit d'un établissement public à caractère économique et commercial doté de l'autonomie administrative et financière, et placé sous la tutelle de l’Etat. L’Agence a été instituée par le Dahir n° 1-05-70 en date du 23 novembre 2005.
Les missions de l’Agence incluent :
• L’élaboration de l’ensemble des études ou plans généraux techniques, économiques et financiers se rapportant à l’aménagement de la Vallée du Bouregreg
• La contribution à la recherche et à la mobilisation des financements nécessaires à la réalisation du programme d’aménagement de la Vallée du Bouregreg en concours avec les financements budgétaires
• L’élaboration du Plan d’Aménagement Spécial et son approbation par les autorités compétentes conformément aux dispositions de la loi 16-04.
• L’octroi, conformément aux dispositions de la loi 16-04, des autorisations de lotir, de morceler et de créer des groupes d’habitations, des permis de construire et d’habiter et des certificats de conformité
• La collecte et la diffusion de toutes informations relatives au développement de la Vallée du Bouregreg, et à la promotion de zones résidentielles, commerciales et de loisirs à l’intérieur du périmètre de la zone d’aménagement
• La réalisation des travaux nécessaires à l’urbanisation de la zone
• La veille au respect des lois et règlements en matière d’urbanisme
Par ailleurs, l’Agence peut être chargée d’assurer, pour le compte de l’Etat ou des collectivités locales concernées, la maîtrise d’ouvrage et la maîtrise d’œuvre d’infrastructures et d’ouvrages publics à l’intérieur de la zone d’aménagement.

## Organisation
La direction de cet établissement a été confiée à Lemghari Essakl, qui dispose d'une équipe restreinte de cadres pluridisciplinaires (gestionnaires, architectes et ingénieurs) experts en communication, marketing, histoire, et archéologie.
L'Agence pour l'aménagement de la vallée du Bouregreg a été créée en novembre 2005 et les travaux d'aménagement ont été lancés en janvier 2006.
Pour des raisons de commodité, la zone des 6 000 ha concernés par l'aménagement, a été scindée en 5 séquences distinctes et néanmoins complémentaires. La première tranche aménagée est celle qui verra naître à l'horizon 2012, une nouvelle cité baptisée Bab Al Bahr et entourée de sites aussi prestigieux que la Kasbah des Oudaïas, la Tour Hassan,la médina de Rabat et la muraille de Salé. le développement de cette tranche porte sur une superficie globale de 75 ha dont près de la moitié est dédiée au projet immobilier et touristique en partenariat de l'Agence pour l'aménagement de la vallée du Bouregreg avec Al Maabar d'Abu Dhabi. Ce projet porte sur investissement estimé à 750 millions d'euros. La deuxième phase portant sur 110 ha est en cours de finalisation par l'Agence après que la partie de Dubai a marqué un temps d'arrêt en 2009. L'agence du bouregreg est un établissement public qui vise à développer l'ensemble du territoire entre les deux villes jumelles de Rabat et Salé. L'agence a commencé par investir lourdement dans les travaux d'infrastructures et des équipements publics, en lançant concomitamment la réalisation d'un nouveau pont, un tunnel sous les Oudayas et deux lignes de tramway reliant les deux villes sur un linéaire de 20 km.